# Copa Brasil Central de 1967
A Copa Brasil Central de 1967, também conhecida como Taça Brasil Central e COBRACEN, foi a primeira edição desta competição amistosa de futebol, realizada no Centro-Oeste brasileiro. Foi vencido de maneira invicta pelo Goiânia Esporte Clube, conquistando assim seu primeiro, e único, título regional da história.
Foi o primeiro grande campeonato regional disputado no Centro-Oeste brasileiro. Antes, houve torneios também amistosos entre times do Distrito Federal e Goiás.

## Regulamento
A Copa Brasil Central de 1967 foi disputada por seis clubes em dois turnos. Em cada turno, todos os clubes jogam entre si uma única vez. Os jogos do segundo turno foram realizados através da tabela dirigida, de acordo com os pontos perdidos, com o mando de campo invertido. Foi declarado campeão do planalto central o clube obteve o maior número de pontos após os dois turnos. Em caso de empate, o campeonato seria decidido em uma melhor de 4 pontos.

## Participantes
| UF               | Clube               | Cidade   | Forma de Classificação | Estádio (mando)            | Capacidade | Títulos        |
| ---------------- | ------------------- | -------- | ---------------------- | -------------------------- | ---------- | -------------- |
| Distrito Federal | Defelê              | Brasília | Convidado              | Ciro Machado               | -          | 0 (não possui) |
| Distrito Federal | Colombo             | Brasília | Convidado              | Nacional de Brasília (FDB) | -          | 0 (não possui) |
| Goiás            | Anapolina           | Anápolis | Convidado              | Jonas Duarte               | -          | 0 (não possui) |
| Goiás            | Ipiranga            | Anápolis | Convidado              | Jonas Duarte               | -          | 0 (não possui) |
| Goiás            | Atlético Goianiense | Goiânia  | Convidado              | Antonio Accioly            | -          | 0 (não possui) |
| Goiás            | Goiânia             | Goiânia  | Convidado              | Antonio Accioly            | -          | 0 (não possui) |

## Estádios

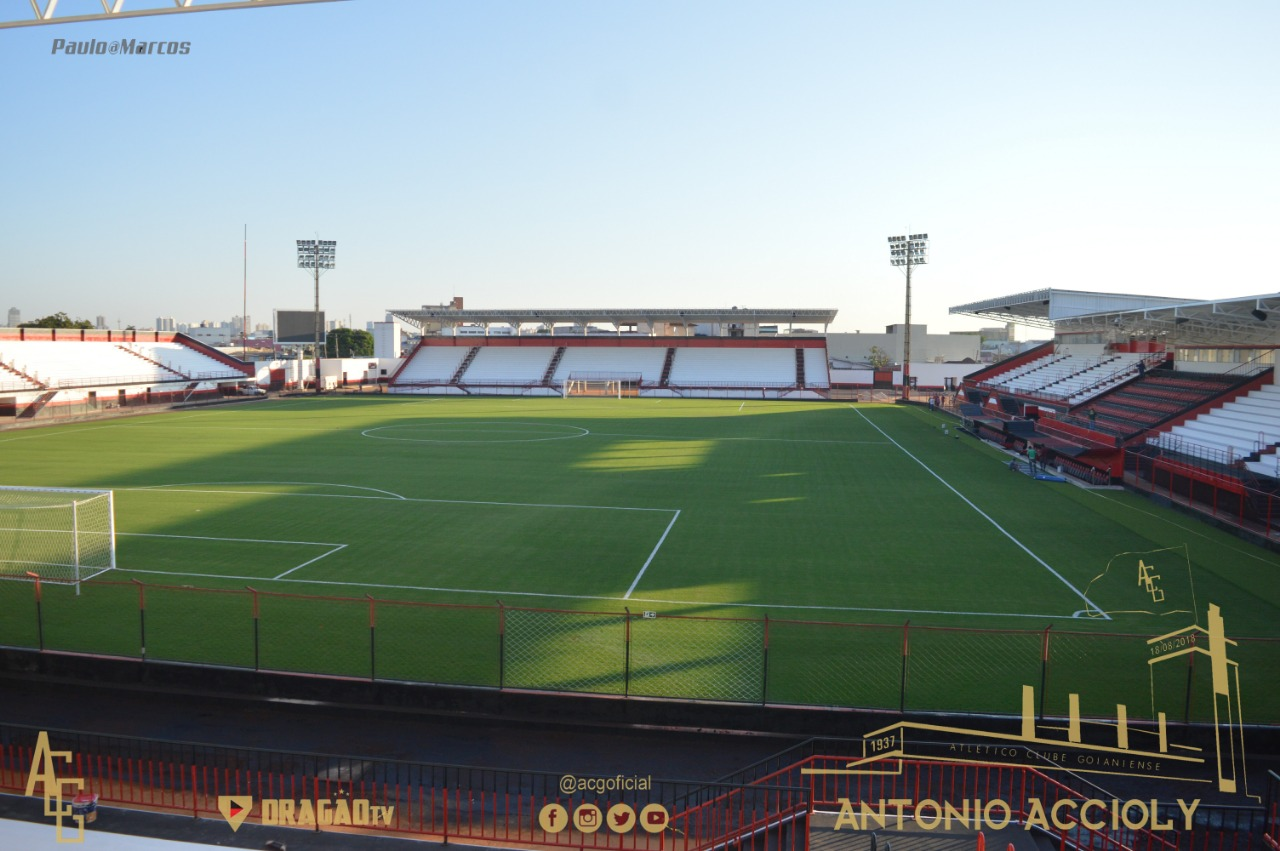
Antônio Accioly (Goiânia)
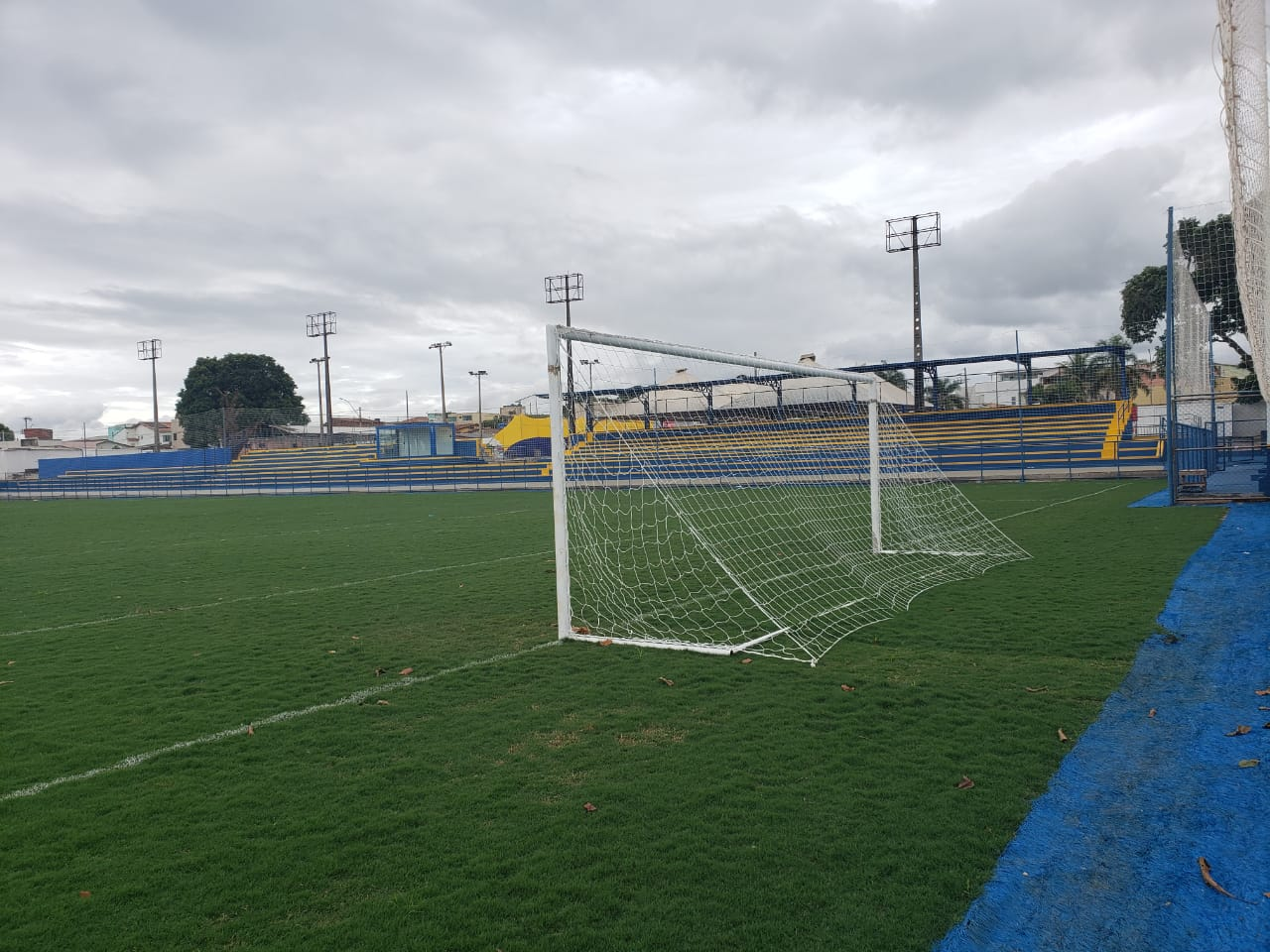
Ciro Machado (Brasília)
Jonas Duarte (Anápolis)
Nacional de Brasília (FDB) (Guará)
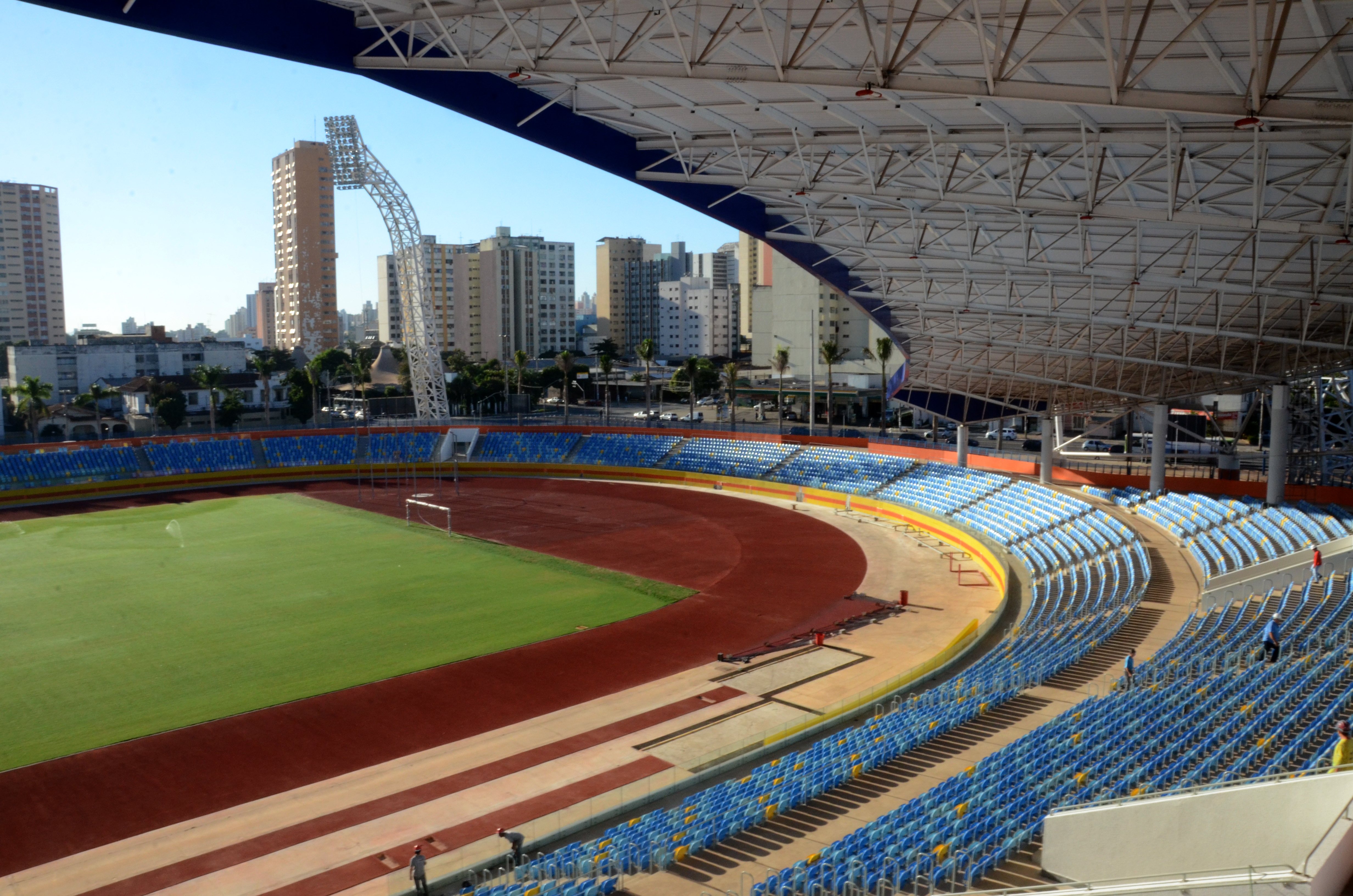
Pedro Ludovico (Goiânia)

## Primeiro turno

### Confrontos
Fonte:

#### Primeira rodada
| 30 de abril | Goiânia     | 1 – 0  | Anapolina | Estádio Antônio Accioly, Goiânia                    |
|             | Waldeir 85' | Súmula |           | Renda: NCr$ 1 430,00 Árbitro: GO José Muniz Brandão |

| 30 de abril | Defelê               | 3 – 3  | Atlético Goianiense             | Nacional de Brasília (FDB), Guará |
|             | Invasão 4', ??', ??' | Súmula | 17', ??' Fernando · 84' Geraldo | Árbitro: GO Antonio Guilherme     |

| 30 de abril | Ipiranga                    | 2 – 1  | Colombo  | Estádio Jonas Duarte, Anápolis |
|             | Carlinhos 13' · Adilson 57' | Súmula | 43' Zezé | Árbitro: DF Silvio Fernandes   |

#### Segunda rodada
| 3 de maio | Ipiranga | 1 – 1  | Goiânia | Estádio Jonas Duarte, Anápolis |
|           |          | Súmula |         |                                |

| 10 de maio | Anapolina | 2 – 4  | Atlético Goianiense | Estádio Jonas Duarte, Anápolis |
|            |           | Súmula |                     |                                |

| 11 de maio | Defelê     | 1 – 0  | Colombo | Nacional de Brasília (FDB), Guará |
|            | Djalma 89' | Súmula |         | Árbitro: DF José Mattos Sobrinho  |

#### Terceira rodada
| 7 de maio | Colombo     | 1 – 3  | Goiânia                        | Nacional de Brasília (FDB), Guará                 |
|           | Crispim 18' | Súmula | 4' Raul · 43' Pelé · 76' Chico | Renda: NCr$ 685,00 Árbitro: GO José Muniz Brandão |

| 7 de maio | Atlético Goianiense | 1 – 1  | Ipiranga | Estádio Antônio Accioly, Goiânia |
|           |                     | Súmula |          | Árbitro: GO José Botosso         |

| 7 de maio | Anapolina | 1 – 1  | Defelê     | Estádio Jonas Duarte, Anápolis |
|           | Waldo 35' | Súmula | 12' Djalma | Árbitro: DF Gilberto Nahas     |

#### Quarta rodada
| 14 de maio | Goiânia | 3 – 0  | Defelê | Estádio Antônio Accioly, Goiânia |
|            |         | Súmula |        |                                  |

| 14 de maio | Colombo                    | 2 – 3  | Atlético Goianiense                    | Nacional de Brasília (FDB), Guará                 |
|            | Crispim 16' · Paulinho 77' | Súmula | 5' Silvério · 12' Jair · 55' Adalberto | Renda: NCr$ 338,00 Árbitro: GO José Muniz Brandão |

| 14 de maio | Anapolina | 2 – 1  | Ipiranga | Estádio Jonas Duarte, Anápolis |
|            |           | Súmula |          |                                |

#### Quinta rodada
| 17 de maio | Defelê      | 1 – 1  | Ipiranga      | Nacional de Brasília (FDB), Guará                 |
|            | Invasão 15' | Súmula | 44' Carlinhos | Renda: NCr$ 226,00 Árbitro: GO José Muniz Brandão |

| 18 de maio | Anapolina | 2 – 0  | Colombo | Estádio Jonas Duarte, Anápolis |
|            |           | Súmula |         |                                |

| 21 de maio | Atlético Goianiense | 2 – 2  | Goiânia | Estádio Antônio Accioly, Goiânia |
|            |                     | Súmula |         |                                  |

## Segundo turno

### Confrontos
Fonte:

#### Primeira rodada
| 28 de maio | Atlético Goianiense | 1 – 0  | Colombo | Estádio Antônio Accioly, Goiânia |
|            |                     | Súmula |         |                                  |

| 28 de maio | Ipiranga | 2 – 1  | Anapolina | Estádio Jonas Duarte, Anápolis |
|            |          | Súmula |           |                                |

#### Segunda rodada
| 31 de maio | Anapolina | 2 – 2  | Goiânia | Estádio Jonas Duarte, Anápolis |
|            |           | Súmula |         |                                |

| 1 de junho | Colombo   | 1 – 3  | Ipiranga                                  | Nacional de Brasília (FDB), Guará                 |
|            | Gilson 5' | Súmula | 8' Luizinho · 46' Carlinhos · 58' Adilson | Renda: NCr$ 186,00 Árbitro: GO José Muniz Brandão |

#### Terceira rodada
| 4 de junho | Defelê       | 1 – 5  | Goiânia                                            | Estádio Ciro Machado, Brasília                          |
|            | Reinaldo 57' | Súmula | 3' Chico · 30', 45' Waldeir · 79' Tuíra · 89' Pelé | Renda: Cr$ 560 000,00 Árbitro: GO José Pereira Sobrinho |

| 4 de junho | Atlético Goianiense | 4 – 2  | Anapolina | Estádio Antônio Accioly, Goiânia |
|            |                     | Súmula |           |                                  |

#### Quarta rodada
| 7 de junho | Ipiranga | 2 – 1  | Defelê | Estádio Jonas Duarte, Anápolis |
|            |          | Súmula |        |                                |

| 8 de junho | Colombo | 1 – 2  | Anapolina | Nacional de Brasília (FDB), Guará |
|            |         | Súmula |           |                                   |

#### Quinta rodada
| 11 de junho | Goiânia                                                           | 6 – 1  | Colombo | Estádio Antônio Accioly, Goiânia |
|             | Tuíra 18' · Waldeir · Zé Carlos · Silvinho 45', 49' · Julinho 58' | Súmula | Crispim |                                  |

| 11 de junho | Ipiranga | 3 – 3  | Atlético Goianiense | Estádio Jonas Duarte, Anápolis |
|             |          | Súmula |                     |                                |

#### Sexta rodada
| 14 de junho | Defelê    | 1 – 1  | Anapolina | Nacional de Brasília (FDB), Guará |
|             | Décio 63' | Súmula | Brandão   | Renda: NCr$ 126,00                |

| 18 de junho | Goiânia | 1 – 1  | Ipiranga | Estádio Antônio Accioly, Goiânia |
|             |         | Súmula |          |                                  |

#### Sétima rodada
| 20 de junho | Defelê            | 2 – 2  | Colombo   | Estádio Ciro Machado, Brasília |
|             | Invasão · Batista | Súmula | , Bolinha | Árbitro: DF Rubens Pacheco     |

#### Oitava rodada
| 28 de junho | Atlético Goianiense | 3 – 1  | Defelê | Estádio Antônio Accioly, Goiânia |
|             |                     | Súmula |        |                                  |

#### Nona rodada
| 2 de julho | Goiânia | 3 – 2  | Atlético Goianiense | Estádio Pedro Ludovico, Goiânia |
|            |         | Súmula |                     |                                 |

## Confrontos
|             | ACG | ANA | CAC | DEF | GOI | IPI |
| ----------- | --- | --- | --- | --- | --- | --- |
| Atlético-GO | —   | 4–2 | 3–1 | 3–1 | 2–2 | 1–1 |
| Anapolina   | 2–4 | —   | 3–1 | 1–1 | 2–2 | 2–1 |
| Colombo     | 2–3 | 1–2 | —   | 2–2 | 1–3 | 1–3 |
| Defelê      | 3–3 | 1–1 | 1–0 | —   | 1–5 | 1–1 |
| Goiânia     | 3–2 | 1–0 | 6–1 | 3–0 | —   | 1–1 |
| Ipiranga    | 3–3 | 2–1 | 2–1 | 2–1 | 1–1 | —   |

| Vitória do mandante Vitória do visitante Empate | Em vermelho os jogos da próxima rodada; Em negrito os jogos "clássicos". |

## Desempenho por rodada
Clubes que lideraram o campeonato ao final de cada rodada:
| Rodadas | Rodadas | Rodadas | Rodadas | Rodadas | Rodadas | Rodadas | Rodadas | Rodadas | Rodadas | Rodadas | Rodadas | Rodadas |
| ------- | ------- | ------- | ------- | ------- | ------- | ------- | ------- | ------- | ------- | ------- | ------- | ------- |
| 1       | 2       | 3       | 4       | 5       | 6       | 7       | 8       | 9       | 10      | 11      | 12      | 13      |
| IPI     | DEF     | GOI     | GOI     | GOI     | GOI     | GOI     | GOI     | GOI     | GOI     | GOI     | GOI     | GOI     |

Clubes que ficaram na última posição do campeonato ao final de cada rodada:
| Rodadas | Rodadas | Rodadas | Rodadas | Rodadas | Rodadas | Rodadas | Rodadas | Rodadas | Rodadas | Rodadas | Rodadas | Rodadas |
| ------- | ------- | ------- | ------- | ------- | ------- | ------- | ------- | ------- | ------- | ------- | ------- | ------- |
| 1       | 2       | 3       | 4       | 5       | 6       | 7       | 8       | 9       | 10      | 11      | 12      | 13      |
| ANA     | COL     | COL     | COL     | COL     | COL     | COL     | COL     | COL     | COL     | COL     | COL     | COL     |

## Premiação
| Copa Brasil Central                       |
| Goiás                                     |
| ----------------------------------------- |
| Goiânia Esporte Clube Campeão (1° título) |